# Frederico Westphalen
Frederico Westphalen là một đô thị thuộc bang Rio Grande do Sul, Brasil. Đô thị này có diện tích 264,975 km², dân số năm 2007 là 27308 người, mật độ 103,06 người/km².

## Khí hậu
Frederico Westphalen có khí hậu cận nhiệt đới với hai mùa rõ ràng: mùa hè (tháng 10 đến tháng 4) và mùa đông (tháng 5 đến tháng 9).